# Mattia Pesce
Mattia Pesce (ur. 3 grudnia 1989 w Scorzè) – włoski pływak, specjalizujący się głównie w stylu klasycznym. 
Brązowy medalista Mistrzostw Europy 2012 na dystansie 100 m stylem klasycznym. Trzykrotny mistrz Europy juniorów na dystansie 50 m stylem klasycznym i w sztafecie 4 x 100 m stylem zmiennym. Brązowy medalista Uniwersjady na 100 m stylem klasycznym.
Uczestnik igrzysk olimpijskich w Londynie (2012) na 100 m żabką (23. miejsce). 